# Sergej Ivanovič Gricevec
Sergej Ivanovič Gricevec (rusko Сергей Иванович Грицевец), sovjetski (beloruski) častnik, vojaški pilot, letalski as in heroj Sovjetske zveze, * 19. julij 1909, Borovtsij, Grodno (danes Baranovičskogo, Brest, Belorusija), † 16. september 1939, Oršanskogo, Vitebsk.
Gricevec je v svoji vojaški karieri dosegel 42 samostojnih in 7 skupinskih zračnih zmag.

## Življenjepis
Po končanem šolanju je delal na železnici, dokler ni leta 1927 odšel v Čeljabinsk, kjer je delal kot strojnik v tovarni.
Leta 1931 je dobil dovoljenje s strani Komsomola, da je lahko vstopil v BKP in Rdečo armado. Dodeljen je bil orenbuški vojnoletalski pilotski šoli. Septembra 1932 je končal šolanje in bil poslan v Kijev, kjer v letu že dosegel poveljniško mesto. Gricevec je sodeloval v drugi kitajsko-japonski vojni, kjer je dosegel eno zmago. 1936 je bil poslan v Odeso na vojaško akademijo, kjer je postal pilot-inštruktor. Leta 1938 je postal poveljnik šole za urjenje vojaških pilotov, ki jih pošiljajo v špansko državljansko vojno. Istočasno je sam večkrat zaprosil, da bi se lahko udeležil vojne.
Junija 1938 so mu odobrili prošnjo in ga poslali v Španiji; v 116 dneh v Španiji je bil poveljnik skupine lovcev v sestavi 5. zračne eskadrilje; dosegel je 30 samostojnih in 7 skupnih zračnih zmag.
Po prihodu nazaj v ZSSR je zavrnil mesto poveljnika borisoglebskojske pilotske šole in zaprosil za frontno službo na Daljnem vzhodu. 
V sovjetsko-japonski mejni vojni leta 1939 je opravil 138 bojnih poletov in dosegel 12 zračnih zmag v sestavi 22. IAP in 70. IAPa.
Umrl je leta 1939 v letalski nesreči. Na kraju strmoglavljenja so mu postavili spomenik. Doprsni spomenik stoji tudi v mestu Baranoviči, medtem ko ima v Minsku spomenik in spomenisko ploščo.
V svoji karieri je letel na I-153 in I-16.

## Napredovanja
- december 1938 - major

## Odlikovanja
- heroj Sovjetske zveze (22. februar 1939 in 23. avgust 1939)
- red Lenina (2x)
- red rdeče zastave (2x)